# Horka (Proseč pod Ještědem)
Horka (německy Horka) je malá vesnice, část obce Proseč pod Ještědem v okrese Liberec. Nachází se asi dva kilometry západně od Proseče pod Ještědem. Horka leží v katastrálním území Javorník u Českého Dubu o výměře 4,6 km².

## Historie
První písemná zmínka o vesnici pochází z roku 1749.

## Pamětihodnosti
- vrch Mazova horka (569 m) s pozůstatky strážiště (Krucemburk) na vrcholu (ten již je mimo území Horky a obce Proseč pod Ještědem)
- skalní byt (umělá jeskyně) Skalákovna na úbočí Mazovy horky

## Fotogalerie

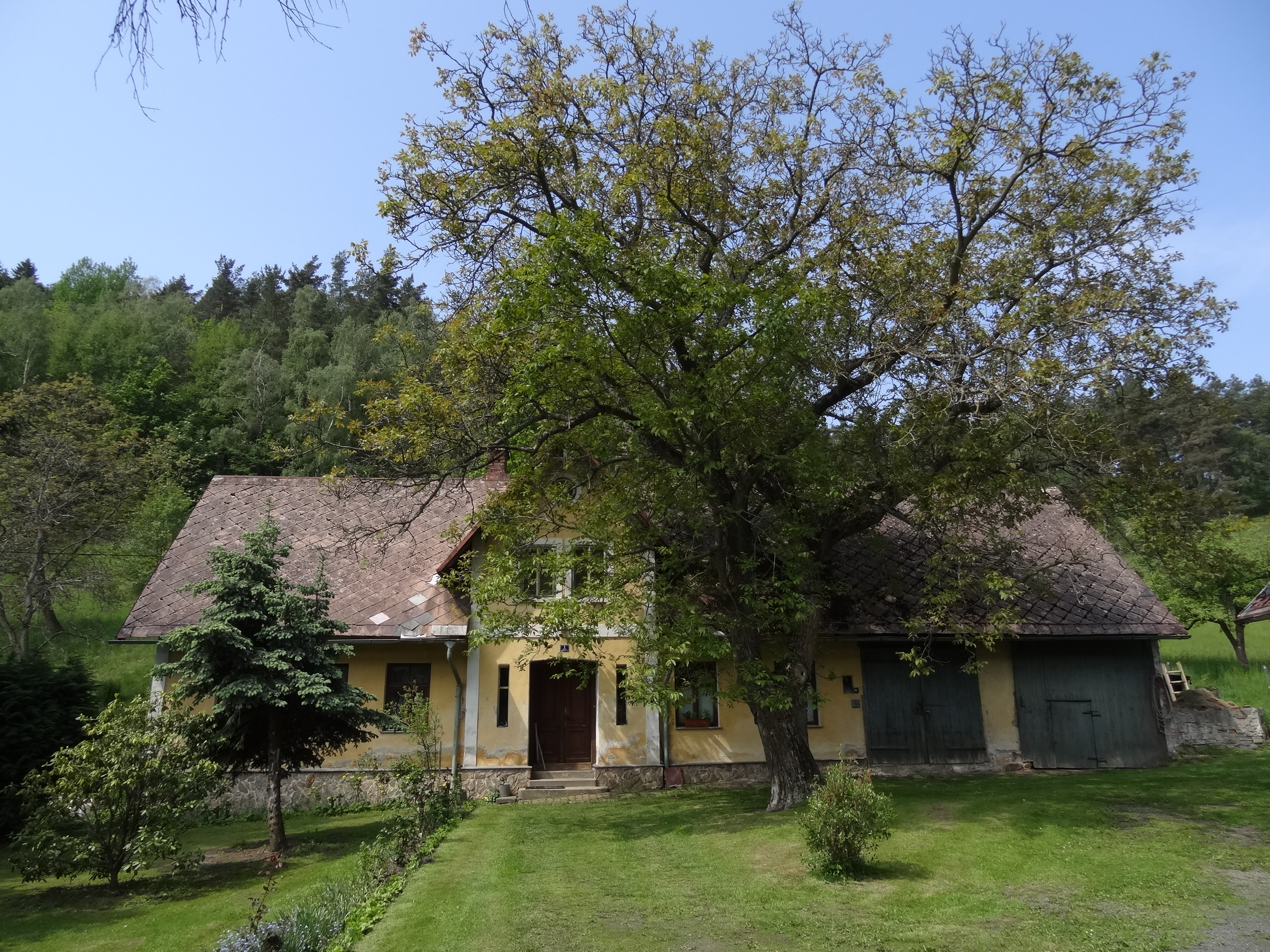
dům čp. 1
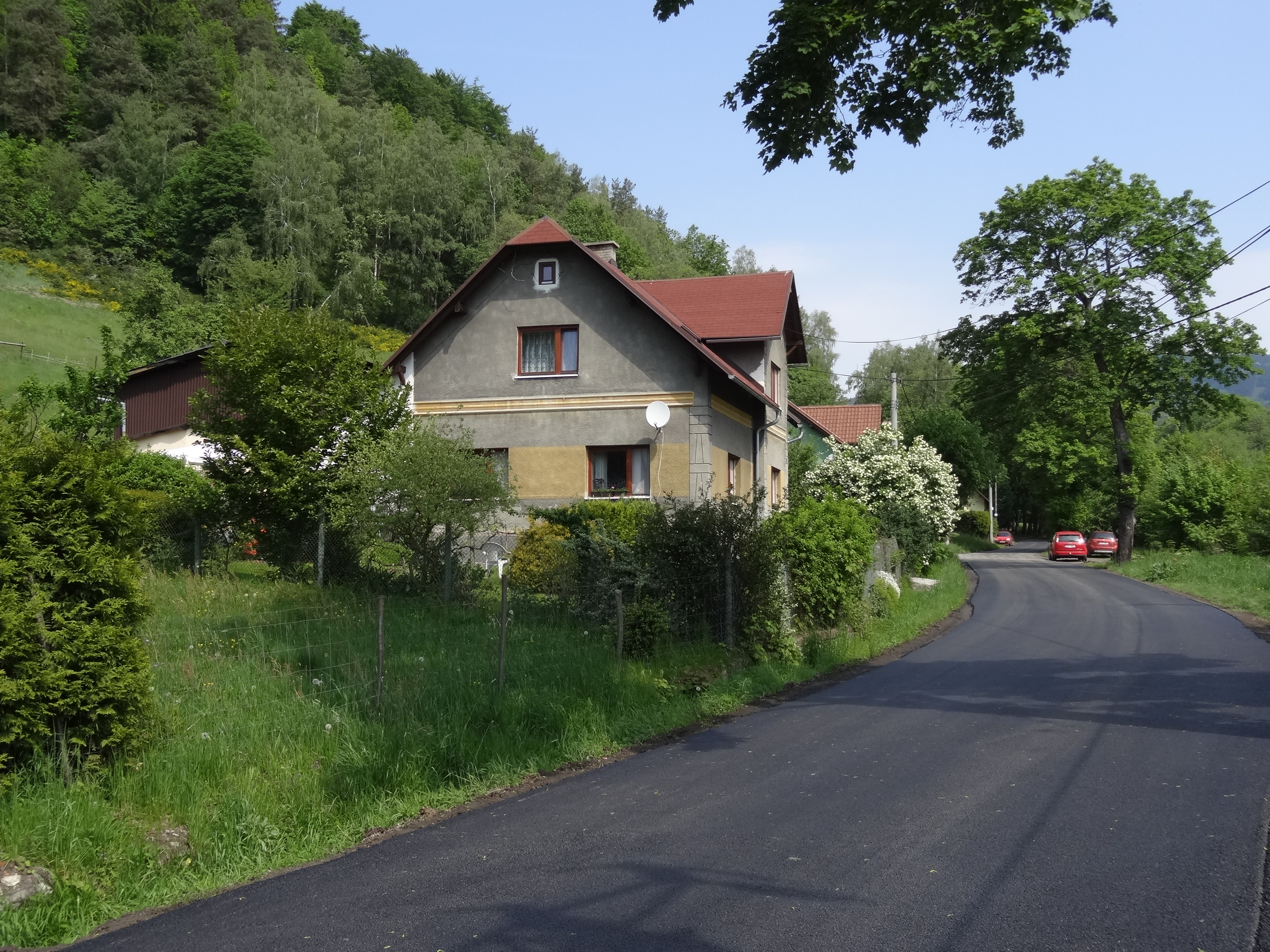
průjezdní silnice s domem čp. 3
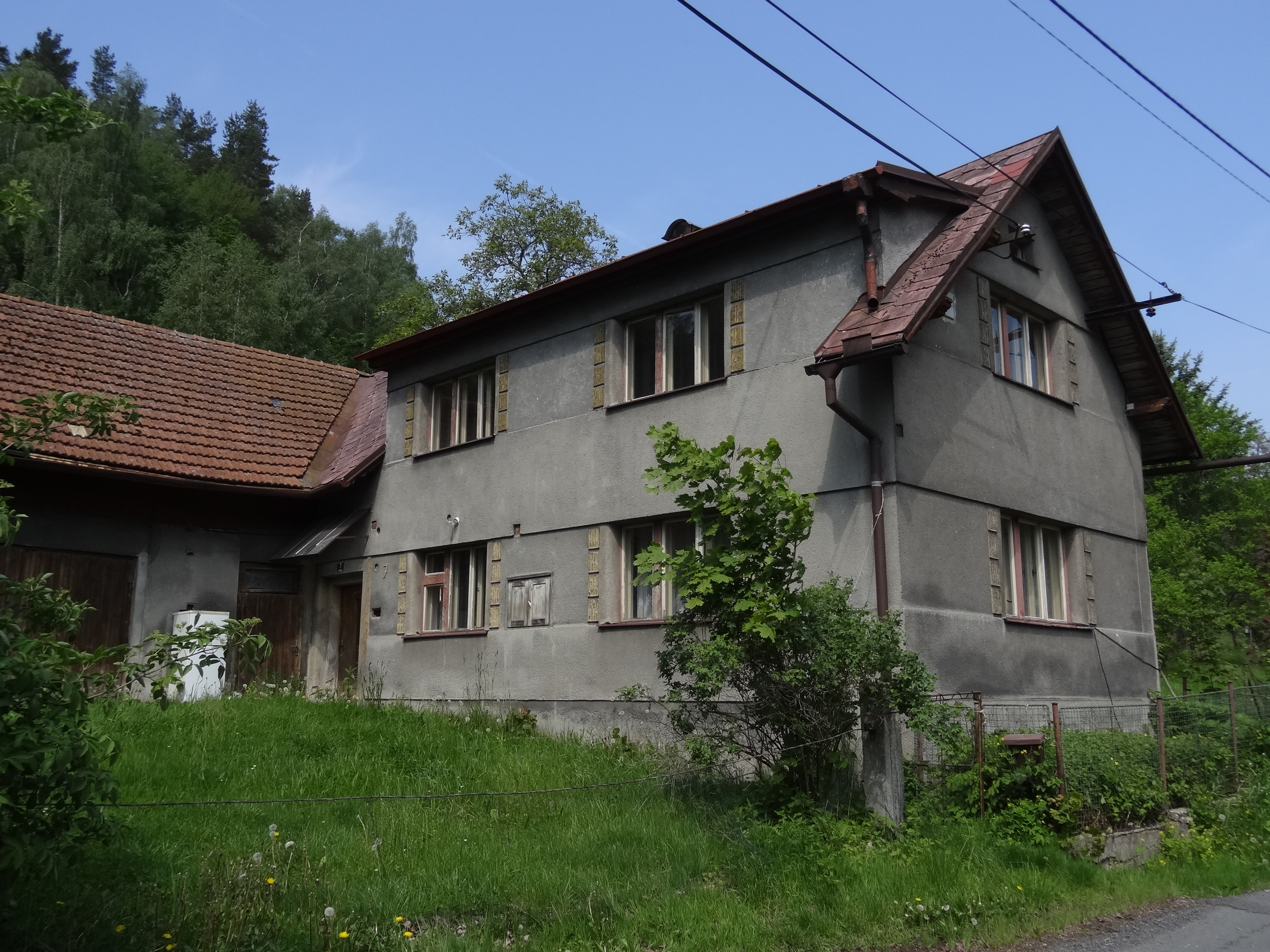
dům čp. 7
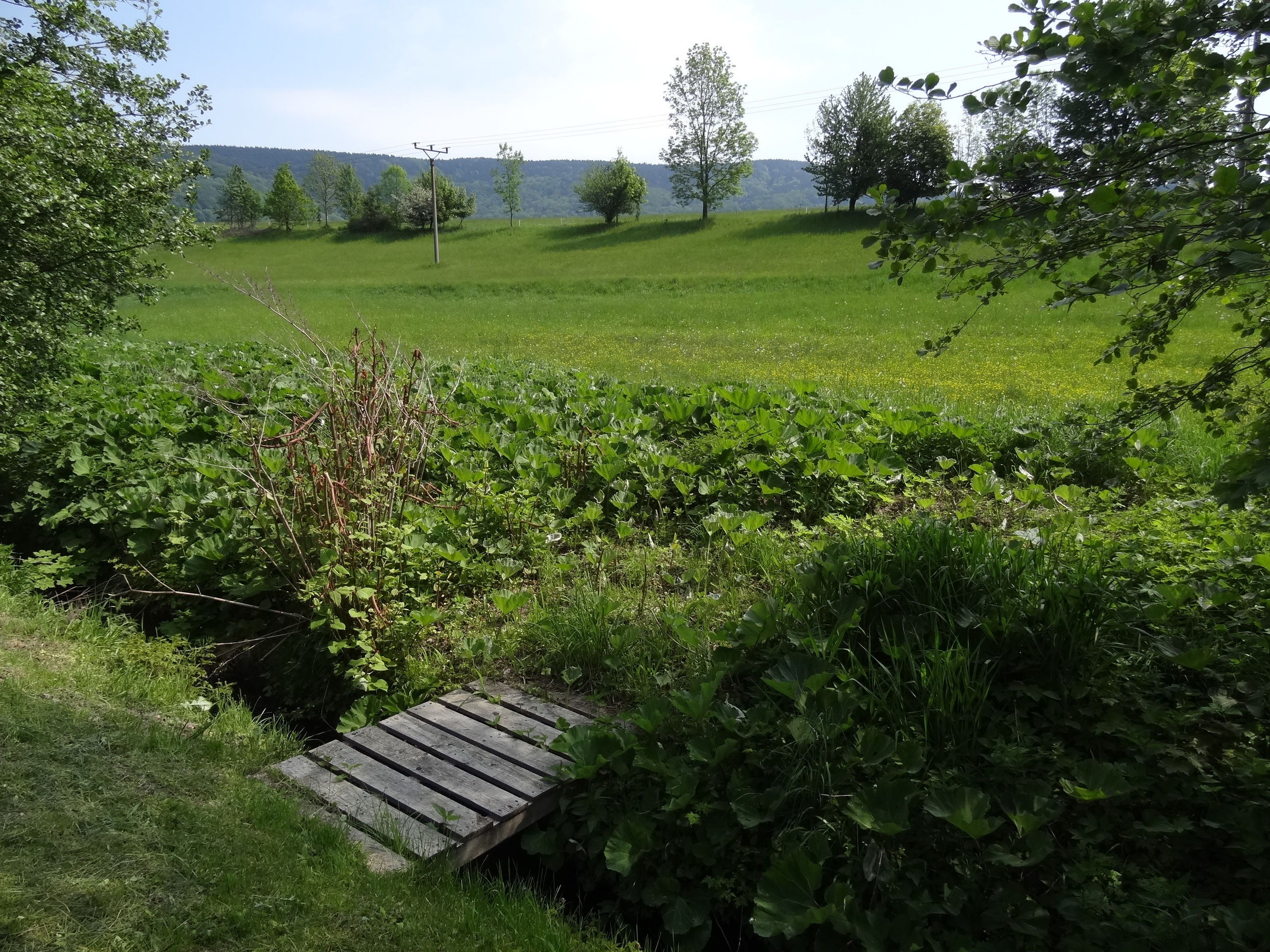
údolí potoka Rašovka